# Yéti, le Géant d'un autre monde
Pour plus de détails, voir Fiche technique et Distribution.
Yéti, le Géant d'un autre monde (Yeti il gigante del XX secolo) est un film d'aventures fantastique italien réalisé par Gianfranco Parolini et sorti en 1977.

## Synopsis
Un raz-de-marée qui a dévasté l'Arctique met au jour un spécimen du yéti, ayant hiberné jusque là dans un bloc de glace. L'industriel canadien Morgan Hunnicut, qui souhaite l'utiliser pour faire connaître ses exploits, confie à son ami paléontologue Harry Wassermann le soin de réanimer l'abominable homme des neiges. Revenu à la vie, le Yéti prouve qu'il n'aime pas les foules qui se pressent autour de lui, tandis qu'il s'attache à Wassermann et surtout aux deux jeunes petits-enfants de Morgan, Jane et Herbie, devenus orphelins. Herbie, en particulier, ne parle plus à cause du traumatisme, et trouve du réconfort auprès d'un chien colley nommé Indio.
Hunnicut exploite le Yéti pour faire la publicité de ses nombreux exploits jusqu'à ce que les concurrents, avec la complicité de Cliff, l'employé de Hunnicut qui voudrait profiter de Jane, décident d'éliminer à la fois le géant et Wasserman qui le garde d'une manière ou d'une autre. Le Yéti décide alors de se venger en écrasant ses adversaires. La belle Jane, dans le dénouement, parvient à empêcher la police de Toronto de le tuer en convainquant tout le monde que le Yéti n'est pas dangereux.

## Fiche technique
- Titre français : Yéti, le Géant d'un autre monde[1]
- Titre original : Yeti il gigante del XX secolo[2]
- Réalisateur : Gianfranco Parolini
- Scénario : Gianfranco Parolini, Mario Di Nardo
- Photographie : Sandro Marcori
- Montage : Manlio Camastro
- Musique : Sante Maria Romitelli (it)
- Décors : Claudio De Santis
- Effets spéciaux : Ermando Biamonte
- Production : Wolfranco Coccia, Mario Di Nardo, Gianfranco Parolini, Nicolò Pomilia
- Société de production : Stefano Film
- Pays de production :  Italie
- Langue originale : italien
- Format : couleurs par Technicolor - 1,85:1 - Son mono - 35 mm
- Durée : 103 minutes
- Genre : film d'aventures fantastique
- Dates de sortie :
  - Italie : 23 décembre 1977
  - France : 1er août 1979

## Distribution
- Antonella Interlenghi (sous le nom de « Phoenix Grant ») : Jane
- Luciano Stella (sous le nom de « Tony Kendall ») : Cliff Chandler
- Mimmo Crao : le Yéti
- Matteo Zoffoli (sous le nom de « Jim Sullivan ») : Herbie
- Edoardo Faieta (it) (sous le nom de « Eddy Fay ») : Morgan Hunnicut
- John Stacy (it) : Professeur Henry Wassermann
- Stelio Candelli (sous le nom de « Steve Elliot »)
- Loris Bazzocchi (it) (sous le nom de « Loris Bazoky ») : opérateur radio
- Donald O'Brien : Sergent Stricker
- Aldo Canti (sous le nom d'« Al Canti ») : le tueur
- Francesco D'Adda : secrétaire
- Giuseppe Mattei : Kowarsky
- Claudio Zucchet : Barto
- Stefano Cedrati : opérateur TV
- Agostino Scuderi

## Production
À Noël 1976, le remake de King Kong, réalisé par John Guillermin et produit par l'Italien Dino De Laurentiis, connaît un grand succès, surtout en Italie. Parolini, expert en imitations à petit budget des films de genre les plus divers, veut tenter de revisiter le mythe, en s'inspirant du film de De Laurentiis et en mettant sur pied un projet initialement intitulé Yeti Big Foot, dont la sortie est anticipée par une série d'articles dans différents journaux. Étant donné qu'en Italie, le succès de King Kong était principalement dû à la notoriété obtenue par les effets spéciaux de Carlo Rambaldi, qui, comme on le croyait à l'époque, avait réussi à créer un gigantesque animatronique capable de d'interpréter le singe Kong, Parolini voulait également avoir son propre protagoniste mécanique, glosant à chaque occasion sur un géant artificiel de près de neuf mètres de haut qui serait utilisé dans le film : en plus de divers reportages dans des revues non spécialisées, l'émission de télévision L'altra domenica diffusa une courte émission spéciale montrant la marionnette maladroite présentée comme une merveille technologique alors qu'en réalité, elle avait été réalisée par des marionnettistes du carnaval de Viareggio avec les mêmes techniques (des tiges et quelques articulations simples pour faire bouger un peu les membres).
Parolini utilisera en fait un acteur convenablement masqué, comme Guillermin l'avait fait dans son King Kong, dans lequel le gorille mécanique géant n'apparaît finalement que quelques secondes à l'écran. Parolini choisit pour le rôle du Yéti Mimmo Crao (et non Mimmo Craig (it), comme on peut le lire par erreur sur de nombreux sites Internet), un jeune Calabrais aux yeux bleus expressifs qui avait récemment joué le petit rôle de l'apôtre Thaddée dans Jésus de Nazareth de Franco Zeffirelli, diffusé en 1976. Entre-temps, la société de production qui a financé le film, Stefano Film de Nicolò Pomilia et Wolfranco Coccia, est au cœur d'une controverse : le scénariste Giorgio Moser affirme avoir parlé avec Parolini des mois auparavant d'une histoire sur le Yéti, qu'il devait développer pour De Laurentiis, et que Parolini lui aurait volé l'idée : l'affaire se termine devant les tribunaux, bien que De Laurentiis renonce temporairement à réaliser sa propre version (King Kong 2 produit par De Laurentiis sortira finalement en 1986).
Une grande partie du film de Parolini est tournée à Cinecittà et dans les environs de Rome, mais certaines séquences ont été réalisées à Toronto au Canada, car, comme il était courant à l'époque et pour Parolini en particulier, on ne voulait pas trahir l'origine italienne de la production, qui devait être présentée comme internationale. Un très grand nombre de scènes ont utilisé la technique de l'incrustation, supervisée par Ermanno Biamonte, qui a cependant donné de très mauvais résultats, à tel point que dans de nombreux plans, l'humanoïde géant est transparent. Le film, finalement intitulé Yeti il gigante del XX secolo, est prêt pour Noël 1977, enrichi d'une bande sonore grandiloquente et très envahissante de Sante Maria Romitelli dont le thème principal ressemble beaucoup à la chanson O Fortuna, mise en musique dans la cantate Carmina Burana composée par Carl Orff. Le film a bénéficié d'une sortie et d'une distribution internationales, mais le véritable succès n'a jamais été au rendez-vous.

## Accueil critique
Nanarland en a fait une critique mitigée, avec une note moyenne de 3.5⁄5 : « À tout prendre, Yéti, le géant d'un autre monde n'est pas ce que le bis italien nous a offert de pire, d'un point de vue purement cinématographique. La mise en scène est à peu près correcte, les acteurs font plutôt bien ce qu'on leur demande de faire. [...] [Mais] entre les prises de vue et l'intégration du yéti au reste de l'image, quelque chose s'est passé, qui nous a valu les images les plus techniquement pourraves de toute l'histoire du cinéma. [...] Totalement anachronique de par le décalage entre sa désuétude technique et son ambition affichée, Yéti, le Géant d'un autre monde est un exemple flagrant d'inconscience totale de la part de ses auteurs, persuadés de révolutionner le film de monstres alors qu'ils ne faisaient qu'enterrer le cinéma italien. À voir pour le croire : des années après sa réalisation, ce spectacle familial bricolé en dépit du bon sens résonne encore à nos oreilles comme un véritable coup de canon contre le bon goût et les bonnes mœurs ! »
Les critiques italiens sont plutôt hostiles :
« Traballante nella sceneggiatura e povero nei mezzi, il film venne immesso sul mercato per poter sfruttare una fetta del successo di King Kong. Alla pellicola di John Guillermin, Yeti il gigante del XX secolo è debitore negli sviluppi della vicenda e nell'impostazione di alcune sequenze cruciali (il rapporto tra la bella e la bestia, lo sfolgorio dei flash che disorientano il mostro). A sottolineare i buoni sentimenti cui si ispira l'assunto, non mancano un ragazzino ed il cane "Indio" simboli di una innocenza non ancora soffocata in un mondo governato dalle ragioni del capitalismo più cinico e sfrenato. »
— Bruno Lattanzi et Fabio De Angelis dans Fantafilm

« Scénario bancal et moyens médiocres, le film a été commercialisé afin d'exploiter une partie du succès de King Kong. Au film de John Guillermin, Yéti, le Géant d'un autre monde doit le développement de l'histoire et la mise en place de certaines séquences cruciales (la relation entre la belle et la bête, les flashs qui désoriente le monstre). Pour souligner les bons sentiments qui inspirent le message du film, un petit garçon et le chien "Indio" sont au rendez-vous, symboles d'une innocence pas encore étouffée dans un monde régi par les lois du capitalisme le plus cynique et le plus débridé. »
« Il film è stato girato a bassi costi (i trucchi, puerili, sono ottenuti con evidenti sovrapposizioni di immagini), tanto che al confronto i fratelli Taviani sembrano Cecil B. DeMille. Ma non è solo qui il punto: […] manca proprio la storia, la sceneggiatura; è assente il mistero, la suspense, a tutto vantaggio invece del ridicolo, che spadroneggia» »
— Maurizio Porro

« Le film a été tourné au rabais (les trucages puérils sont réalisés avec des superpositions d'images évidentes), à tel point que les frères Taviani ressemblent à Cecil B. DeMille. Mais ce n'est pas tout : [...] il n'y a pas d'histoire, pas de scénario, pas de mystère, pas de suspense, c'est le ridicule qui domine. »